# Arturo Donaggio
Arturo Donaggio (Falconara Marittima, 11 ottobre 1868 – Bologna, 8 ottobre 1942) è stato uno psichiatra italiano, professore presso l'Università di Torino, Modena e Bologna.
Donaggio fu difensore e sostenitore della cura dei malati psichiatrici in manicomio (fu promotore di alcune riforme della legislazione sull'asilo) e fu seguace della dottrina positivistica relativa alla fisiologia e alla patologia mentale.

## Biografia
Donaggio nacque a Falconara Marittima da Girolamo e da Lucia Bosi.
All'età di 25 anni si laureò in Medicina e Chirurgia presso l'Ateneo di Modena. Seguì poi la formazione post-laurea con il professor Augusto Tamburini presso il manicomio San Lazzaro di Reggio Emilia, dove Donaggio ebbe l'opportunità di frequentare i laboratori di Giulio Vasale, nei quali si svolgevano ricerche anatomiche. Poco dopo aver ottenuto un incarico di insegnamento in neuropsichiatria nel 1901, sostituì Augusto Tamburini come professore preside presso l'Università di Modena.
Nel 1907 divenne preside della facoltà di malattie nervose e mentali dell'Università di Cagliari e nel 1909, gli fu assegnato l'insegnamento di psichiatria all'Università di Torino. Donaggio fu il successore di Cesare Lombroso. Nel 1911 fu nominato professore ordinario presso l'Università di Modena, dove rimase per 25 anni, rivestendo anche l'incarico di direttore dal 1926 al 1927 e dal 1935 al 1936.
Durante la prima guerra mondiale Donaggio si arruolò come tenente colonnello medico presso l'ospedale di Modena e istituì una scuola per i soldati feriti e analfabeti. 
È stato presidente della Società Italiana di Psichiatria dal 1935 al 1942 e della Società Italiana di Neurologia dal 1911 e rappresentante ufficiale di quest'ultima in diversi congressi internazionali. Fu il fondatore e presidente del Consiglio Provinciale di Modena, che poi si trasformò in Ente nazionale per l'assistenza educativa degli orfani di guerra. All'età di 67 anni Donaggio decise di trasferirsi a Bologna, accettando la direzione della Clinica delle Malattie Nervose e Mentali. Insieme a Carlo Livi ed Enrico Morselli, Donaggio istituì la Rivista Sperimentale di Psichiatria 
Si interessò anche alla storia della medicina, affascinato in particolare dalle figure di Marcello Malpighi, Bernardino Ramazzini e Antonio Scarpa. 
Poco prima del suo pensionamento firmò il Manifesto della razza. L'anno 1938 segnò il ritiro di Donaggio dall'insegnamento a causa dell'età avanzata e l'Università di Bologna lo insignì del titolo di "professore Emerito". 
Morì in un incidente stradale l'8 ottobre 1942. I funerali, organizzati dall'Università di Bologna, si svolsero il 10 ottobre 1942 in assenza di parenti e amici. Non era sposato e non aveva figli.

## Attività scientifica
Come ha affermato lo storico Tommaso dell'Era nel suo saggio "Destino degli scienziati razzisti nel dopoguerra", ricostruire il percorso scientifico di Arturo Donaggio è reso difficile dal fatto che il medico non ha lasciato un archivio personale, per cui le uniche testimonianze documentali della sua attività accademica e le attività professionali sono rinvenibili nei cataloghi delle università dove ha studiato e lavorato, o negli ospedali dove ha esercitato.

### Metodo e Fenomeno di Donaggio
Arturo Donaggio fu l'inventore del metodo istologico che porta il suo cognome, un metodo di colorazione delle fibre dei tessuti nervosi, a base di molibdato di ammonio, piridina nitrica, etere di petrolio, tionina e resina dammar. Alla fine del XIX secolo, il metodo di colorazione più utilizzato era quello messo a punto dall'italiano Camillo Golgi nel 1873 che consente una buona visualizzazione in nero delle cellule del tessuto nervoso e dei loro organelli. Il metodo Donaggio trae ispirazione da quello di Golgi, con le successive modifiche di Ramon y Cajal, affinandolo e migliorandolo. Utilizzando il suo metodo di colorazione, il Donaggio ha potuto osservare nelle cellule nervose dei vertebrati un sistema periferico di sottili filamenti disposti a raggiera e una rete neurofibrillare endocellulare, costituita da filamenti che si ramificano e si anastomizzano tra loro, accumulandosi attorno al nucleo dove si formano un grappolo a forma di anello. Oggi il metodo di Donaggio è quello più frequentemente utilizzato per stabilire le sottili alterazioni istologiche della cellula nervosa in condizioni fisiologiche e patologiche. 

### Innovazioni in patologia
L'attività di ricerca di Donaggio nel campo della patologia fu estremamente variegata. Nel 1894 descrisse negli epilettici un'amplificazione dei riflessi cutanei in contrasto con i riflessi tendinei, che possono essere considerati segni prodromici di una crisi epilettica. Nel 1904 trovò un metodo per evidenziare le lesioni delle fibre nervose nei primi stadi della degenerazione secondaria. Donaggio fu anche l'autore delle due leggi che regolano la patologia della rete neurofibrillare nei mammiferi adulti: la “legge di resistenza” di fronte ad azioni patogene, anche intense ma univoche; e la “legge della vulnerabilità” di fronte a specifiche azioni combinate, secondo la quale la rete si frantuma in minuscole parti se due o più cause dannose (come i raggi X, il freddo) agiscono contemporaneamente su di essa. Ha condotto studi sulle vie di comunicazione degli emisferi cerebrali e ha identificato la duplice funzione motoria extrapiramidale e piramidale della circonvoluzione frontale ascendente. 
Donaggio fu anche lo scopritore delle lesioni della Substantia Nigra e della corteccia frontale nel Parkinson e fondò la dottrina cortico nigrica sull'importanza del lobo frontale nella motilità extrapiramidale. Questa scoperta, presentata a Napoli nel 1923 e a Bruxelles nel 1924, fu confermata da numerosi neuropatologi. Donaggio descrisse anche un nuovo tipo di morbo di Parkinson, detto tardivo, a causa del ritardo nella sua insorgenza; a lui dobbiamo anche la conoscenza dell'effetto degli anestetici sulle cellule nervose.

### Ricerca sociale
Donaggio applicò il campo della neuropsichiatria al tema del lavoro. Sottolineava la superiorità del lavoro artigianale e manuale, basato sull'inventiva e sulla creatività, elementi che caratterizzano la mente umana, rispetto al lavoro di fabbrica, legato all'uso delle macchine. Quest'ultimo induce condizioni come monotonia, automatismo, dissociazione tra la personalità del lavoratore e il prodotto del lavoro, che rallentano notevolmente lo sviluppo mentale del lavoratore. Questa teoria fu esposta dal professor Donaggio in vari simposi: Congresso Nazionale di Medicina del Lavoro a Firenze (1922), Congresso Nazionale di Medicina del Lavoro a Venezia (1924), Congresso delle Scienze a Torino (1928), Congresso Internazionale di Igiene Mentale a Parigi (1937).

## Controversie
Insieme ad altri 9 scienziati italiani Donaggio firmò nel 1938 il "Manifesto della Razza", noto anche come "Carta della Razza". Pubblicato, con il titolo "Il fascismo e i problemi della razza", su "Il Giornale d'Italia" del 14 luglio 1938, il Manifesto degli scienziati razzisti o Manifesto della razza, anticipò di poche settimane la promulgazione della legislazione razziale fascista (settembre-ottobre 1938). Il Manifesto divenne la base ideologica e pseudoscientifica della politica razzista dell'Italia fascista. Il manifesto affermava la concezione biologica dell'etnicità, l'esistenza di una razza italiana pura e il disprezzo verso gli ebrei scartati in quanto non europei. Anche se Donaggio non rinnegò mai la sua partecipazione alla causa fascista, non fu uno degli autori del manifesto né espresse nelle sue opere alcun tipo di odio o dissenso nei confronti degli ebrei e dei neri.
La Società Italiana di Psichiatria, presieduta da Donaggio, fu l'unico ente scientifico a sostenere il "manifesto". Vi furono probabilmente contatti e pressioni da parte degli ambienti governativi e accademici, forse anche di Alessandro Ghigi, iscritto al partito fascista dal 1924, che guidò l'Università di Bologna nella difficile fase del licenziamento dei professori ebrei, in seguito alle leggi razziali del 1938.
Nel quartiere Primavalle esisteva un Largo e una via intitolata al Donaggio. Nel 2019 l'amministrazione capitolina, presieduta da Virginia Raggi, decise di cambiare il nome delle strade, le quali sono state intitolate a scienziati che si opposero al fascismo e che ne furono vittime, in segno di rispetto per le atrocità scaturite dalla redazione del Manifesto della Razza di cui il Donaggio fu uno dei firmatari.